# Koszykówka na Letnich Igrzyskach Olimpijskich 1960
Turniej koszykówki rozgrywany był w dniach od 26 sierpnia do 10 września 1960 roku. Startowało 16 drużyn z 16 krajów.

## Medaliści
| Miejsce | Państwo  | Zawodnicy |
| ------- | -------- | --- |
| 1       | USA      | Jay Arnette, Walt Bellamy, Bob Boozer, Terry Dischinger, Jerry Lucas, Oscar Robertson, Adrian Smith, Burdette Haldorson, Darrall Imhoff, Allen Kelley, Lester E. Lane, Jerry West                                                                                |
| 2       | ZSRR     | Giennadij Wolnow, Aleksandr Pietrow, Wiktor Zubkow, Jurij Korniejew, Jānis Krūmiņš, Michaił Siemionow, Wladimer Ugrechelidze, Guram Minaszwili, Albert Valtin, Maigonis Valdmanis, Cēzars Ozers, Valdis Muižnieks                                                |
| 3       | Brazylia | Wlamir Marques, Edson Bispo dos Santos, Waldemar Blatskauskas, Zenny de Azevedo, Carmo de Souza, Carlos Domingos Massoni, Waldir Geraldo Boccardo. Amaury Antônio Passos, Fernando Pereira de Freitas, Antônio Salvador Sucar, Jatyr Eduardo Schall, Moysés Blás |
| 7       | Polska   | Jerzy Piskun, Janusz Wichowski, Andrzej Pstrokoński, Andrzej Nartowski, Jerzy Młynarczyk, Ryszard Olszewski, Krzysztof Sitkowski. Mieczysław Łopatka, Zbigniew Dregier, Bogdan Przywarski, Tadeusz Pacuła, Dariusz Świerczewski                                  |